# Собор Девы Марии (Сидней)
Собор Пресвятой Девы Марии, полное название Кафедральный Собор Девы Марии — Помощницы христиан — католический собор в городе Сидней, Австралия. Кафедральный собор Сиднейской архиепархии-митрополии, возглавляемой архиепископом Энтони Фишером. Один из пяти австралийских соборов, носящих почётный статус «малой базилики», статус присвоен в 1930 году папой Пием XI. Признан «национальной святыней». Самая вместительная (хотя и не самая высокая) церковь Австралии. В 2008 году собор стал центром мероприятий Всемирного дня католической молодёжи и посещался папой Бенедиктом XVI.

## История
Сидней был основан в 1788 году, как каторжное поселение. Несмотря на то, что среди заключённых было много католиков-ирландцев, свободное исповедание католицизма было запрещено. 

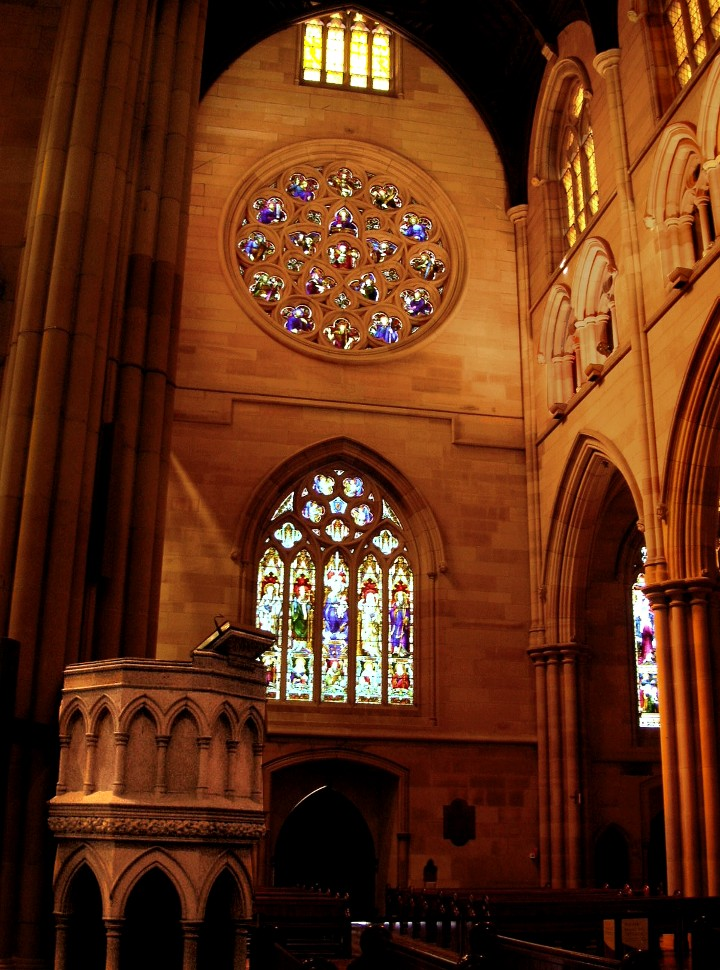
Трансепт

Возможность для строительства католической церкви в Сиднее возникла только после 1820 года, когда в Австралии была объявлена свобода вероисповедания. Первый камень в основание католической церкви был заложен 29 октября 1821 года губернатором Маккэри. Спустя короткое время церковь была завершена, она была построена в неоготическом стиле, имела форму латинского креста. 
В 1836 и в 1838 году здесь состоялись концерты ирландского виртуоза Уильяма Винсента Уоллеса по прозвищу «австралийский Паганини», которые проходили от имени органного фонда, которыми руководил Уоллес и в которых были задействованы почти все имеющиеся музыкальные таланты колонии, включая незадолго до этого созданное Филармоническое (Хоровое) Общество. 
С 1842 года, когда в Сиднее была образована католическая архиепархия, церковь стала исполнять функции кафедрального собора. В 1865 году в соборе вспыхнул пожар, почти полностью уничтоживший его.

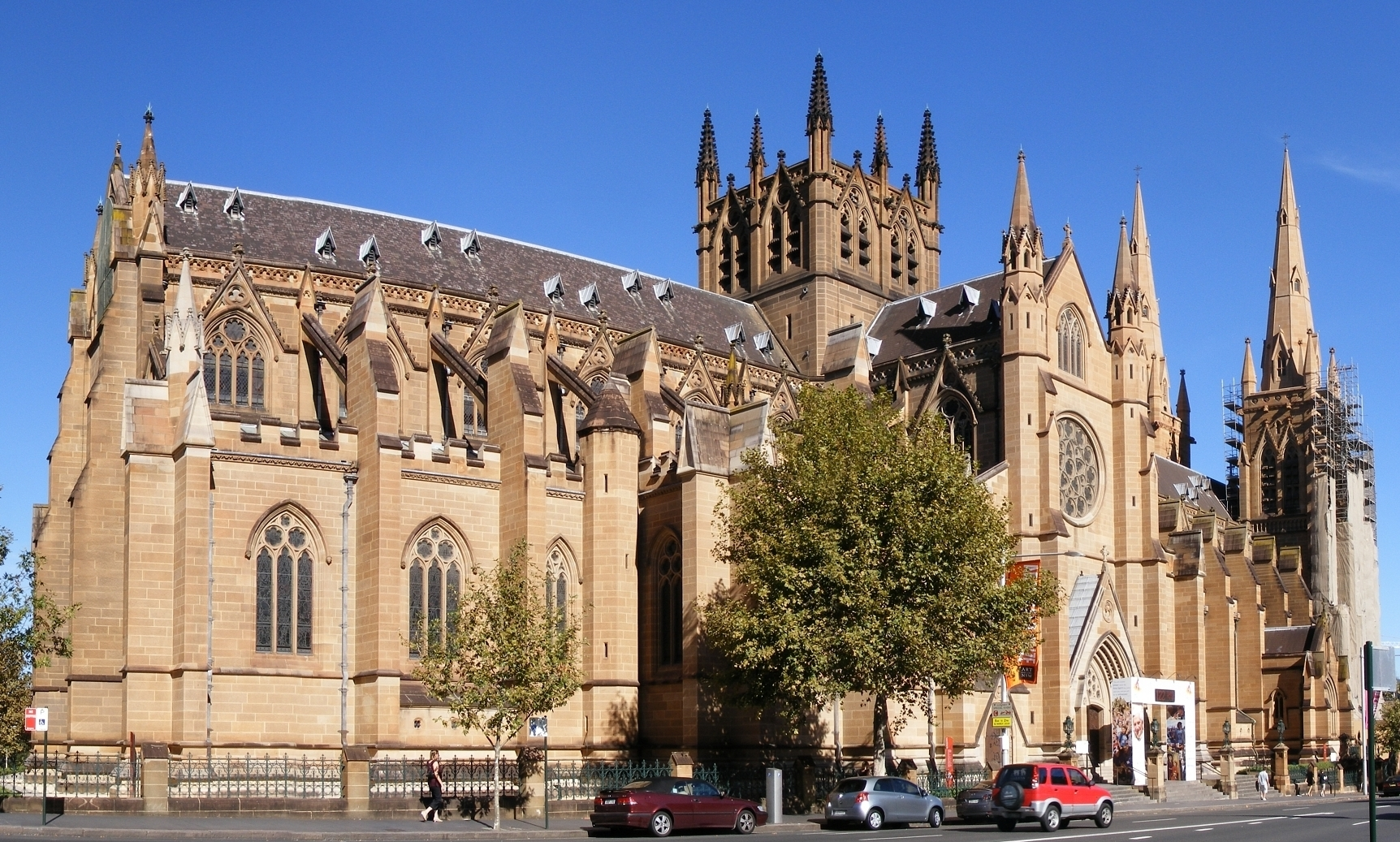
Вид с северо-запада, со стороны Гайд-парка

Архиепископ Полдинг начал деятельность по строительству нового собора. Он написал архитектору Уильяму Уорделлу, автору проектов Собора Святого Патрика в Мельбурне и здания колледжа Святого Иоанна в Сиднейском университете, письмо с просьбой создать проект Собора Пресвятой Девы Марии в Сиднее. В письме он писал: «Любой план, любой стиль, что-нибудь красивое и великое» (Any plan, any style, anything that is beautiful and grand). Прежде чем собор начал строиться, на его месте была возведена временная деревянная часовня, которая, однако, также погибла в огне.
Первый камень в основание нового собора был заложен в 1868 году. Строительство гигантского здания шло долго и поэтапно. В 1882 году были освящены помещения первой очереди строительства здания. Строительство главного нефа было завершено к 1928 году. Богато декорированная крипта была построена в 1961 году. На протяжении многих лет над двумя башнями фасада собора не было шпилей, что создавало ощущение незавершённости. В 2000 году при финансовой поддержке правительства страны шпили над башнями были возведены.

## Архитектура
Архитектура собора Девы Марии типична для английского готического возрождения XIX века. Собор построен из золотистого песчаника, который снаружи из-за атмосферного воздействия приобрёл коричневатый оттенок. Внутри здания песчаник сохранил свой золотистый оттенок, что удачно подчёркивается освещением храма. Собор ориентирован с севера на юг, алтарная часть смотрит на север. План церкви традиционен для английских соборов — он имеет форму креста, над пересечением нефа и трансепта возведена колокольня. Ещё две башни обрамляют фасад. Алтарь имеет квадратное завершение. В главном фасаде расположены три входа в храм, два дополнительных входа находятся в рукавах трансепта.

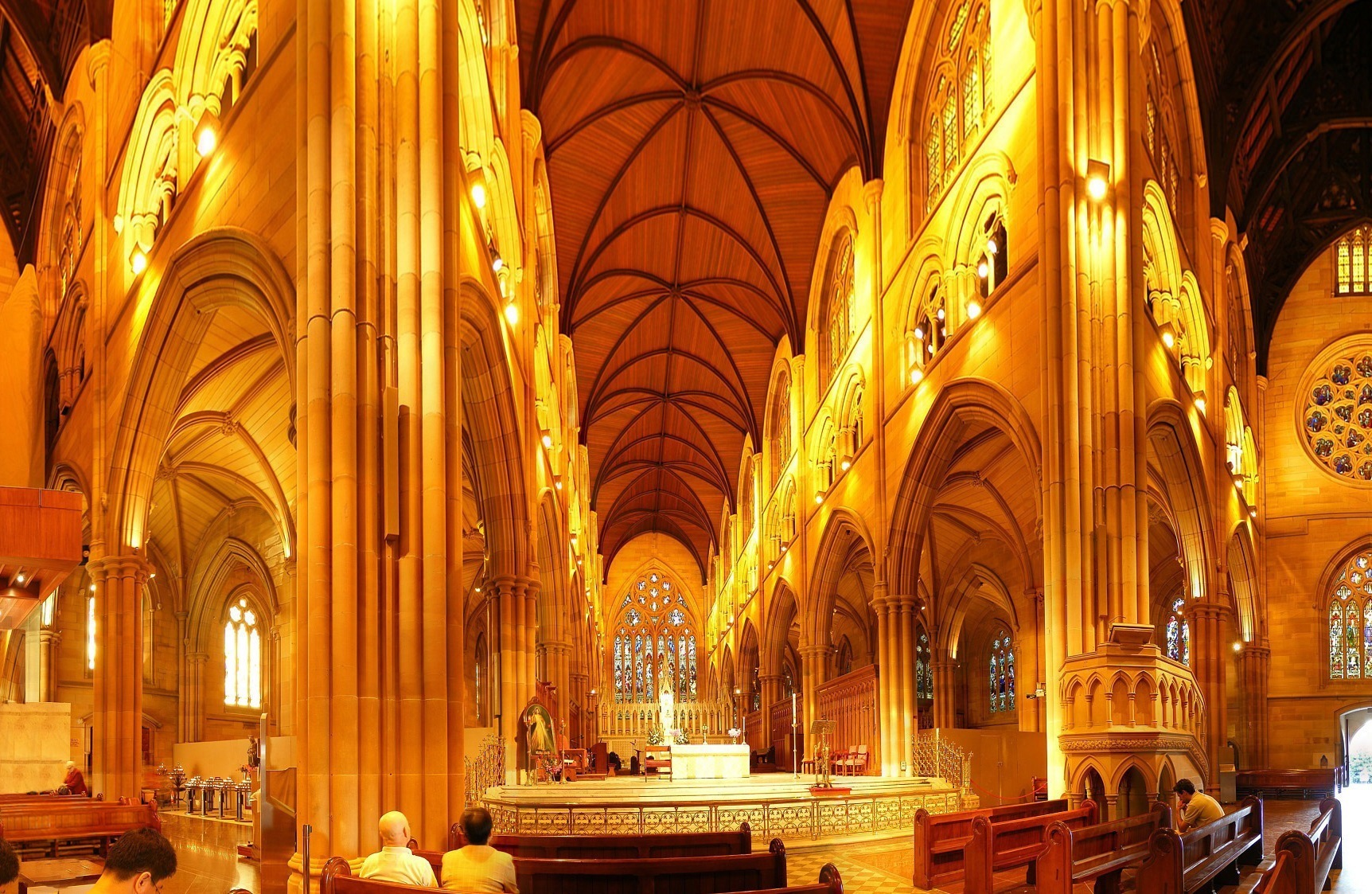
Главный неф собора

По стенам вдоль боковых проходов расположены картины с изображением стояний крестного пути Иисуса Христа. Картины были созданы в Париже во второй половине XIX века и отобраны для сиднейского собора кардиналом Мораном в 1885 году. В западном рукаве трансепта находится копия знаменитой статуи «Пьета» Микеланджело из Собора Святого Петра. Крипта собора известна своим мозаичным полом.
Собор Девы Марии — Помощницы христиан знаменит своими витражами, работа над которыми продолжалась более 50 лет. Всего в соборе около 40 витражей, изображения на которых посвящены различной тематике. На алтарном витраже изображена сцена грехопадения и образ Девы Марии, увенчанной короной и молящей Своего Сына за христиан. На других витражах представлены тайны Розария, сюжеты Рождества и детства Иисуса, а также сцены из житий святых. Со стороны фасада, в южном фронтоне расположены три характерных для готики витражных окна в форме розетки.

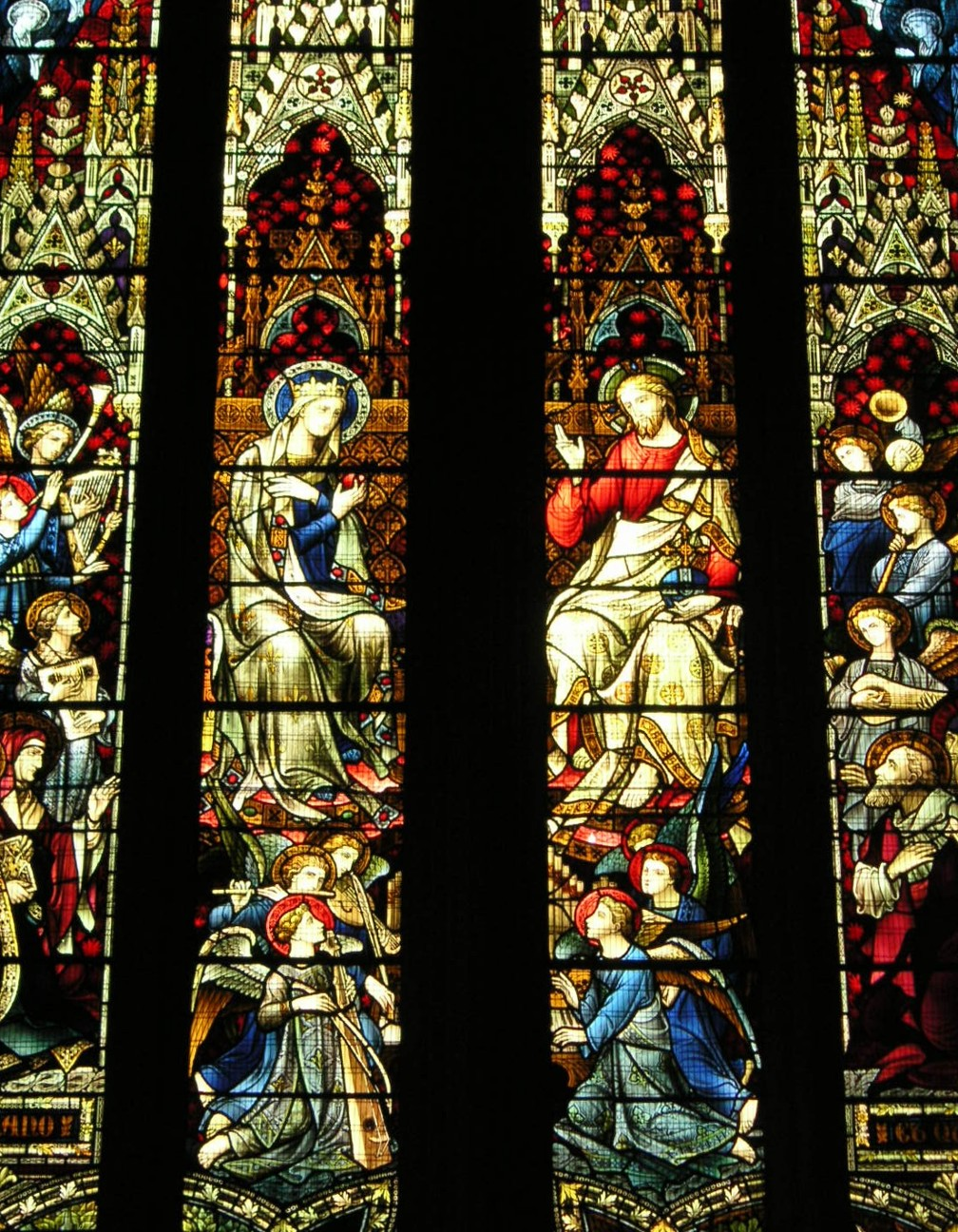
Алтарный витраж

В первом соборе, погибшем в пожаре 1865 года, был установлен самый большой на тот момент орган Австралии. В новом здании собора монтаж органа был закончен в 1942 году. Орган расположен на галерее над главным входом собора и создан австралийским органным мастером Джозефом Уайтхаузом. С 1997 по 1999 года в соборе проходили работы по установке нового органа, выполненного квебекским мастером Летурно. Этот орган был установлен на новой галерее в западном трансепте, он насчитывает три мануала и 46 регистров. Ещё один орган расположен в крипте.
Первый набор из восьми колоколов для собора в Сиднее был доставлен из Лондона в 1843 году. Они были установлены на деревянной колокольне в стороне от главного здания. Колокола пострадали в пожаре 1865 года, но уцелели. После завершения строительства юго-западной башни нового собора они были перенесены туда. В 1898 году, после завершения строительства центральной башни собора весь набор колоколов был заменён на новый, размещённый в центральной башне. Столетием спустя произошла ещё одна замена — семь колоколов конца XIX века были переданы в собор святого Франциска Ксаверия в Аделаиде, восьмой перемещён в юго-западную башню сиднейского собора, а в центральной колокольне были смонтированы новые колокола, набор из 12 основных и двух дополнительных.